# 1983 en sport automobile
Chronologie du Sport automobile
1982 en sport automobile - 1983 en sport automobile - 1984 en sport automobile

## Les faits marquants de l'année1983enSport automobile
- Nelson Piquet remporte le championnat du monde de Formule 1 au volant d'une Brabham-BMW.

## Par mois

### Janvier
- 20 janvier : Jacky Ickx et Claude Brasseur remportent le cinquième Paris-Dakar.

### Mars
- 13 mars (Formule 1) : Grand Prix automobile du Brésil.
- 27 mars (Formule 1) : Grand Prix automobile de la côte ouest des États-Unis.

### Avril
- 17 avril (Formule 1) : Grand Prix automobile de France.

### Mai
- 1er mai (Formule 1) : Grand Prix automobile de Saint-Marin.
- 15 mai (Formule 1) : Grand Prix automobile de Monaco.
- 22 mai (Formule 1) : Grand Prix automobile de Belgique.

### Juin
- 5 juin (Formule 1) : Grand Prix automobile de la côte est des États-Unis.
- 12 juin (Formule 1) : Grand Prix automobile du Canada.
- 18 juin : départ de la cinquante et unième édition des 24 Heures du Mans.

### Juillet
- 16 juillet (Formule 1) : Grand Prix de Grande-Bretagne.

### Août
- 7 août (Formule 1) : Grand Prix automobile d'Allemagne.
- 14 août (Formule 1) : Grand Prix automobile d'Autriche.
- 28 août (Formule 1) : Grand Prix automobile des Pays-Bas.

### Septembre
- 11 septembre (Formule 1) : Grand Prix automobile d'Italie.
- 25 septembre (Formule 1) : Grand Prix automobile d'Europe.

### Octobre
- 4 octobre : à Black Rock Desert, Richard Noble établi un nouveau record de vitesse terrestre : 1 019,47 km/h.
- 15 octobre (Formule 1) : Grand Prix automobile d'Afrique du Sud.

## Naissances
- 11 janvier : Adrian Sutil, Pilote automobile allemand.
- 19 janvier : Laurent Groppi, pilote automobile français.
- 24 janvier : Scott Speed, pilote automobile américain.
- 6 février :  Jamie Whincup, pilote automobile australien.
- 7 février : Christian Klien, pilote automobile autrichien.
- 8 mars : Guillaume Moreau pilote automobile et entrepreneur français.
- 26 avril : José María López, pilote automobile argentin.
- 2 mai : Daniel Sordo, pilote automobile (Rallye WRC) espagnol.
- 8 juillet : Jaroslav "Jarek" Janis, pilote automobile tchèque.
- 25 août : James Walker, pilote automobile britannique.
- 21 septembre : Francesco Dracone, pilote automobile italien.
- 15 octobre : Bruno Senna, pilote automobile brésilien.
- 29 octobre : Jason Tahincioglu, pilote automobile turc.
- 31 octobre : Mike Rockenfeller, pilote automobile allemand.

## Décès
- 24 avril : Rolf Stommelen, 39 ans, allemand, décède lors d'une course de voitures de sport à Riverside sur sa Porsche.
- 24 août : Charlotte Berton, pilote automobile française de rallyes.
- 11 septembre : Brian Muir, 52 ans, est un pilote automobile australien.
- 26 septembre : Charles Joseph Pownall/Pearson, ou Charlie Dodson, pilote automobile et motocycliste britannique, (° 6 décembre 1901).
- 28 décembre : Eugène Chaboud, coureur automobile français. (° 28 décembre 1983).